# Lluís Vila i Miralles
Lluís Vila i Miralles fou un empresari i polític català. El 1885 va formar societat amb Valeri Gallifa i Vila i Lluís Valeri i Ferrer per a explotar la fàbrica Can Gallifa a Sant Joan de Vilatorrada.
Fou diputat pel Partit Conservador pel districte de Manresa a les eleccions generals espanyoles de 1910 i 1914.